# Christian von Holst
Pour les articles homonymes, voir Holst et Holst (homonymie).
Christian von Holst, né le 19 août 1941 à Dantzig (Allemagne), est un historien de l'art allemand.  
De 1994 à 2006, il a été directeur de la Staatsgalerie à Stuttgart.